# 特拉克图斯坑链
特拉克图斯坑链(Tractus Catena) 是位于火星阿耳卡狄亚区中的一组凹坑，其中心位置为28°10′N 102°46′W / 28.17°N 102.77°W，全长约897公里（557英里），名称取自火星古典反照率特征。“坑链”一词是指一连串的陨石坑。
构成特拉克图斯坑链的坑串与火星上常见的堑沟（fossa)有关。
在下面其中一幅图片中可看到暗坡条纹，这种条纹在火星上很常见，它们出现在陨石坑、槽沟群和峡谷陡坡上。这些条纹起初呈黑色，随着时间的推移会慢慢变淡。.。 有时它们起始于一个很小的地方，然后扩散至数百米远处，人们看到它们在障碍物周围移动，如巨石。据信，它们是明亮的尘埃崩塌后，所暴露出的较暗底层。

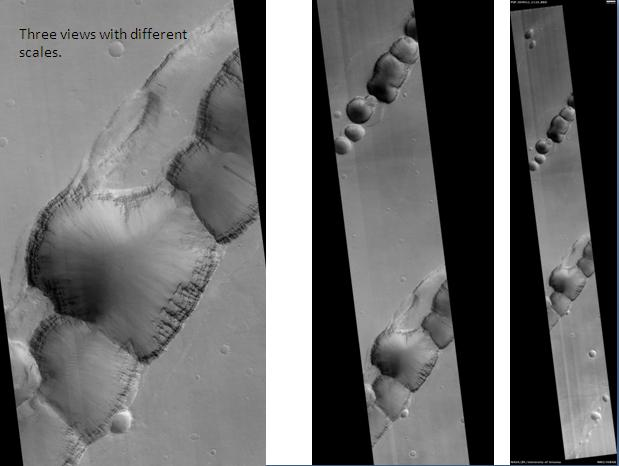
高分辨率成像科学设备看到的特拉克图斯坑链，比例尺长度1000米（3300英尺），点击图像可查看暗坡条纹。
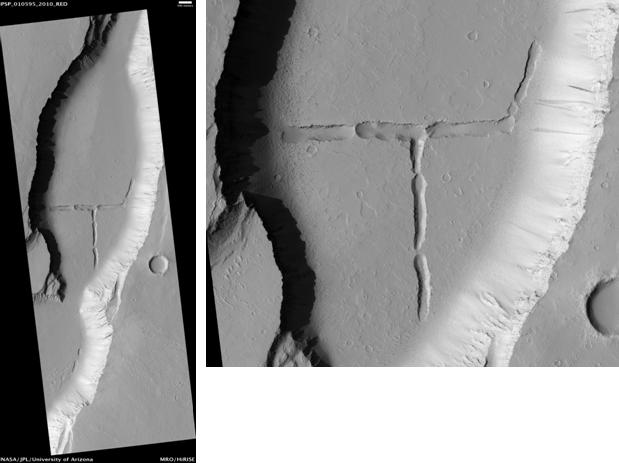
高分辨率成像科学设备看到的特拉克图斯坑链地表 ，比例尺长度为 500米（1600英尺）。

## 另请查看
- 暗坡条纹
- 堑沟
- 火星地质
- 高分辨率成像科学设备